# Ribeira (kommun), Spanien
Ribeira är en kommun i Spanien. Den ligger i provinsen A Coruña i den autonoma regionen Galicien i nordvästra delen av landet, 500 km väster om huvudstaden Madrid. Antalet invånare är 27 111 (2024). Arean är 68,83 kvadratkilometer.